# Paraleia caudata
Paraleia caudata är en tvåvingeart som beskrevs av Edwards 1933. Paraleia caudata ingår i släktet Paraleia och familjen svampmyggor.
Artens utbredningsområde är Bolivia. Inga underarter finns listade i Catalogue of Life.